# Danh sách bài hát đứng đầu bảng xếp hạng Gaon Digital Chart năm 2012
Bảng xếp hoạt đĩa đơn Gaon của bảng xếp hạng Gaon là bảng xếp hạng các ca khúc xuất sắc nhất Hàn Quốc. Dữ liệu được thu nhập hằng tuần bởi Hiệp hội âm nhạc Hàn Quốc. Nó bao gồm bảng xếp hạng tuần, được mở từ Chủ nhật đến thứ bảy, và bảng xếp hạng hằng tháng.

## Bảng xếp hạng tuần
| Cuối tuần   | Ca khúc                                                              | Nghệ sĩ                                                       | Bán ra  |
| ----------- | -------------------------------------------------------------------- | ------------------------------------------------------------- | ------- |
| 7 tháng 1   | "Lovey-Dovey"                                                        | T-ara                                                         | 540,458 |
| 14 tháng 1  | "The Story of a Tall Bachelor (tiếng Hàn Quốc: 키 큰 노총각 이야기)" | Jung Jun Ha                                                   | 623,496 |
| 21 tháng 1  | "Lovey-Dovey"                                                        | T-ara                                                         | 354,144 |
| 28 tháng 1  | "I Knew It (tiếng Hàn Quốc: 이럴 줄 알았어)"                         | Beast                                                         | 372,501 |
| 4 tháng 2   | "When I Can't Sing (tiếng Hàn Quốc: 내가 노래를 못해도)"             | Se7en                                                         | 493,651 |
| 11 tháng 2  | "Back In Time (tiếng Hàn Quốc: 시간을 거슬러)"                       | Lyn                                                           | 353,903 |
| 18 tháng 2  | "I Need You (tiếng Hàn Quốc: 니가 필요해)"                           | K.Will                                                        | 396,678 |
| 25 tháng 2  | "Blue"                                                               | Big Bang                                                      | 833,233 |
| 3 tháng 3   | "Blue"                                                               | Big Bang                                                      | 537,161 |
| 10 tháng 3  | "Blue"                                                               | Big Bang                                                      | 348,535 |
| 17 tháng 3  | "I Wonder If You Hurt Like Me (tiếng Hàn Quốc: 너도 나처럼)"         | 2AM                                                           | 662,901 |
| 24 tháng 3  | "Sherlock (Clue + Note)"                                             | Shinee                                                        | 520,204 |
| 31 tháng 3  | "Hey You"                                                            | CN Blue                                                       | 350,176 |
| 7 tháng 4   | "Cherry Blossom Ending (tiếng Hàn Quốc: 벚꽃 엔딩)"                  | Busker Busker                                                 | 522,232 |
| 14 tháng 4  | "Cherry Blossom Ending (tiếng Hàn Quốc: 벚꽃 엔딩)"                  | Busker Busker                                                 | 358,823 |
| 21 tháng 4  | "Alone (tiếng Hàn Quốc: 나 혼자)"                                    | Sistar                                                        | 447,718 |
| 28 tháng 4  | "Alone (tiếng Hàn Quốc: 나 혼자)"                                    | Sistar                                                        | 323,422 |
| 5 tháng 5   | "Twinkle"                                                            | Girls' Generation-TTS                                         | 604,870 |
| 12 tháng 5  | "Voice (tiếng Hàn Quốc: 목소리)"                                     | Baek Ji-young đệm bởi Gary của Leessang                       | 529,920 |
| 19 tháng 5  | "Every End of the Day (tiếng Hàn Quốc: 하루 끝)"                     | IU                                                            | 415,891 |
| 26 tháng 5  | "Every End of the Day (tiếng Hàn Quốc: 하루 끝)"                     | IU                                                            | 275,146 |
| 2 tháng 6   | "Twinkle"                                                            | Girls' Generation-TTS                                         | 163,646 |
| 9 tháng 6   | "Monster"                                                            | Big Bang                                                      | 757,501 |
| 16 tháng 6  | "Electric Shock"                                                     | f(x)                                                          | 630,510 |
| 23 tháng 6  | "If You Really Love Me (tiếng Hàn Quốc: 정말로 사랑한다면)"          | Busker Busker                                                 | 388,510 |
| 30 tháng 6  | "If You Really Love Me (tiếng Hàn Quốc: 정말로 사랑한다면)"          | Busker Busker                                                 | 388,784 |
| 7 tháng 7   | "Loving U"                                                           | Sistar                                                        | 440,960 |
| 14 tháng 7  | "I Love You"                                                         | 2NE1                                                          | 469,850 |
| 21 tháng 7  | "Gangnam Style (tiếng Hàn Quốc: 강남스타일)"                         | PSY                                                           | 816,868 |
| 28 tháng 7  | "Gangnam Style (tiếng Hàn Quốc: 강남스타일)"                         | PSY                                                           | 473,372 |
| 4 tháng 8   | "Gangnam Style (tiếng Hàn Quốc: 강남스타일)"                         | PSY                                                           | 333,592 |
| 11 tháng 8  | "Gangnam Style (tiếng Hàn Quốc: 강남스타일)"                         | PSY                                                           | 289,995 |
| 18 tháng 8  | "Gangnam Style (tiếng Hàn Quốc: 강남스타일)"                         | PSY                                                           | 261,797 |
| 25 tháng 8  | "I Need You"                                                         | Huh Gak đệm bởi Zia                                           | 365,872 |
| 1 tháng 9   | "All for You"                                                        | Jung Eunji & Seo In Guk                                       | 409,284 |
| 8 tháng 9   | "That XX (tiếng Hàn Quốc: 그 XX)"                                    | G-Dragon                                                      | 428,762 |
| 15 tháng 9  | "All for You"                                                        | Jung Eun Ji & Seo In Guk                                      | 280,745 |
| 22 tháng 9  | "Memory Of The Wind (tiếng Hàn Quốc: 바람기억)"                      | Naul                                                          | 452,899 |
| 29 tháng 9  | "Memory Of The Wind (tiếng Hàn Quốc: 바람기억)"                      | Naul                                                          | 432,591 |
| 6 tháng 10  | "Memory Of The Wind (tiếng Hàn Quốc: 바람기억)"                      | Naul                                                          | 244,051 |
| 13 tháng 10 | "It's Cold"                                                          | Epik High đệm bởi Lee Hi                                      | 532,868 |
| 20 tháng 10 | "Becoming Dust (tiếng Hàn Quốc: 먼지가 되어)"                        | Jung Joon Young & Roy Kim                                     | 525,881 |
| 27 tháng 10 | "Ice Cream"                                                          | HyunA                                                         | 454,650 |
| 3 tháng 11  | "1, 2, 3, 4                                                          | Lee Hi                                                        | 667,549 |
| 10 tháng 11 | "1, 2, 3, 4                                                          | Lee Hi                                                        | 351,747 |
| 17 tháng 11 | "1, 2, 3, 4                                                          | Lee Hi                                                        | 237,719 |
| 24 tháng 11 | "Return (tiếng Hàn Quốc: 되돌리다)"                                  | Lee Seung Gi                                                  | 420,958 |
| 1 tháng 12  | "Return (tiếng Hàn Quốc: 되돌리다)"                                  | Lee Seung Gi                                                  | 480,759 |
| 8 tháng 12  | "Return (tiếng Hàn Quốc: 되돌리다)"                                  | Lee Seung Gi                                                  | 301,153 |
| 15 tháng 12 | "Because It's Christmas (tiếng Hàn Quốc: 크리스마스니까)"            | Sung Si Kyung, Park Hyo Shin, Lee Seok Hoon, Seo In Guk, VIXX | 272,901 |
| 22 tháng 12 | "You Are Attractive (tiếng Hàn Quốc: 매력있어)"                      | Akdong Musician                                               | 226,223 |
| 29 tháng 12 | "Dancing Queen"                                                      | Girls' Generation                                             | 263,376 |

## Bảng xếp hạng tháng
| Tháng    | Ca khúc                 | Nghệ sĩ                  | Điểm tổng hợp | Bán ra    | Xếp hạng cuối năm |
| -------- | ----------------------- | ------------------------ | ------------- | --------- | ----------------- |
| Tháng 1  | "Lovey-Dovey"           | T-ara                    | 142,691,767   | 1,903,727 | 7                 |
| Tháng 2  | "Blue"                  | Big Bang                 | 102,380,663   | 1,351,429 | 10                |
| Tháng 3  | "Fantastic Baby"        | Big Bang                 | 105,296,671   | 1,229,518 | 5                 |
| Tháng 4  | "Cherry Blossom Ending" | Busker Busker            | 169,546,447   | 1,570,146 | 2                 |
| Tháng 5  | "Twinkle"               | Girls' Generation-TTS    | 119,415,981   | 997,122   | 11                |
| Tháng 6  | "Like This"             | Wonder Girls             | 138,592,996   | 1,444,339 | 18                |
| Tháng 7  | "I Love You"            | 2NE1                     | 151,627,608   | 1,522,263 | 6                 |
| Tháng 8  | "Gangnam Style"         | PSY                      | 150,855,485   | 1,280,050 | 1                 |
| Tháng 9  | "All For You"           | Jung Eun Ji & Seo In Guk | 113,858,049   | 1,037,911 | 8                 |
| Tháng 10 | "Bloom"                 | Gain                     | 115,479,048   | 1,182,829 | 42                |
| Tháng 11 | "1, 2, 3, 4"            | Lee Hi                   | 132,391,547   | 1,210,297 | 23                |
| Tháng 12 | "Return"                | Lee Seung Gi             | 110,364,099   | 896,196   | 37                |

## Liên kết
- Gaon Digital Chart - official website (tiếng Hàn)